# گرگ‌تپه
گرگ تپه مربوط به دوره اشکانیان - دوره ساسانیان - سده‌های اولیه و میانه اسالمی است و در شهرستان کبودرآهنگ، بخش مرکزی، دهستان سبزدشت، شمال شرقی روستای ویان واقع شده و این اثر در تاریخ ۷ اسفند ۱۳۸۶ با شمارهٔ ثبت ۲۱۶۰۲ به‌عنوان یکی از آثار ملی ایران به ثبت رسیده است.